# Poppa Joe
"Poppa Joe" is een nummer van de Britse band The Sweet. Het nummer werd op 28 januari 1972 eerst in het Verenigd Koninkrijk en Ierland op single uitgebracht. In februari volgden Europa, Australië, Nieuw-Zeeland, de VS en Canada. Later dat jaar stond de single ook op het compilatiealbum The Sweet's Biggest Hits.

## Achtergrond
"Poppa Joe" is, zoals de meeste singles van The Sweet, geschreven door het duo Nicky Chinn en Mike Chapman. Het is geproduceerd door Phil Wainman. Het is een bubblegumnummer dat tevens elementen uit Caribische muziek bevat. De leden van The Sweet zijn niet te horen als muzikanten op het nummer, wat gebruikelijk was in de beginperiode van de band. In plaats hiervan zijn studiomuzikanten te horen. Op de B-kant "Jeanie" speelden de bandleden wel zelf de instrumenten.
"Poppa Joe" werd een grote hit. De plaat bereikte de nummer 1-positie in acht landen, waaronder Nederland.
In Nederland werd de plaat op zaterdag 29 januari 1972 door de publieke omroepen verkozen tot de 48e Troetelschijf van de week op Hilversum 3 en werd een gigantische hit. De plaat bereikte de nummer 1- positie in zowel de Veronica Top 40 op Radio Veronica als de Daverende Dertig / Hilversum 3 Top 30 op Hilversum 3.
In België bereikte de plaat eveneens de nummer 1-positie in zowel de voorloper van de Vlaamse Ultratop 50 als de Vlaamse Radio 2 Top 30 en de 4e positie in de voorloper van de Waalse Ultratop 50. 
Daarnaast werd ook in Duitsland, Zwitserland, Noorwegen, Finland en Zweden de top 10 bereikt. In thuisland het Verenigd Koninkrijk bleven de verkopen ietwat achter, met een 11e positie in de UK Singles Chart als resultaat.
Ter promotie van de single werd een videoclip gemaakt, waarin de band het nummer op een strand speelt terwijl er een man aan het limbodansen is. In Nederland werd de videoclip destijds op televisie uitgezonden door het popprogramma AVRO's Toppop.
In Nederland en Vlaanderen werd "Poppa Joe" in 2003 nogmaals een hit in de versie van M-Kids, die het in het Nederlands zongen. In de Vlaamse Ultratop 50 werd de 10e positie behaald en in de Vlaamse Radio 2 Top 30 de 7e, terwijl in de Nederlandse Single Top 100 een 72e positie werd bereikt. In zowel de Nederlandse Top 40 op destijds Radio 538 als de publieke hitlijst; de Mega Top 50 op 3FM, werd géén notering behaald.

## Hitnoteringen

### The Sweet

#### Nederlandse Top 40
| Hitnotering: 12-02-1972 t/m 06-05-1972 | Hitnotering: 12-02-1972 t/m 06-05-1972 | Hitnotering: 12-02-1972 t/m 06-05-1972 | Hitnotering: 12-02-1972 t/m 06-05-1972 | Hitnotering: 12-02-1972 t/m 06-05-1972 | Hitnotering: 12-02-1972 t/m 06-05-1972 | Hitnotering: 12-02-1972 t/m 06-05-1972 | Hitnotering: 12-02-1972 t/m 06-05-1972 | Hitnotering: 12-02-1972 t/m 06-05-1972 | Hitnotering: 12-02-1972 t/m 06-05-1972 | Hitnotering: 12-02-1972 t/m 06-05-1972 | Hitnotering: 12-02-1972 t/m 06-05-1972 | Hitnotering: 12-02-1972 t/m 06-05-1972 | Hitnotering: 12-02-1972 t/m 06-05-1972 | Hitnotering: 12-02-1972 t/m 06-05-1972 |
| Week                                   | 1                                      | 2                                      | 3                                      | 4                                      | 5                                      | 6                                      | 7                                      | 8                                      | 9                                      | 10                                     | 11                                     | 12                                     | 13                                     |                                        |
| -------------------------------------- | -------------------------------------- | -------------------------------------- | -------------------------------------- | -------------------------------------- | -------------------------------------- | -------------------------------------- | -------------------------------------- | -------------------------------------- | -------------------------------------- | -------------------------------------- | -------------------------------------- | -------------------------------------- | -------------------------------------- | -------------------------------------- |
| Nummer                                 | 18                                     | 6                                      | 3                                      | 2                                      | 1                                      | 1                                      | 1                                      | 1                                      | 2                                      | 5                                      | 9                                      | 17                                     | 32                                     | uit                                    |

#### Daverende Dertig/Hilversum 3 Top 30
| Hitnotering: 05-02-1972 t/m 06-05-1972 | Hitnotering: 05-02-1972 t/m 06-05-1972 | Hitnotering: 05-02-1972 t/m 06-05-1972 | Hitnotering: 05-02-1972 t/m 06-05-1972 | Hitnotering: 05-02-1972 t/m 06-05-1972 | Hitnotering: 05-02-1972 t/m 06-05-1972 | Hitnotering: 05-02-1972 t/m 06-05-1972 | Hitnotering: 05-02-1972 t/m 06-05-1972 | Hitnotering: 05-02-1972 t/m 06-05-1972 | Hitnotering: 05-02-1972 t/m 06-05-1972 | Hitnotering: 05-02-1972 t/m 06-05-1972 | Hitnotering: 05-02-1972 t/m 06-05-1972 | Hitnotering: 05-02-1972 t/m 06-05-1972 | Hitnotering: 05-02-1972 t/m 06-05-1972 | Hitnotering: 05-02-1972 t/m 06-05-1972 | Hitnotering: 05-02-1972 t/m 06-05-1972 |
| Week                                   | 1                                      | 2                                      | 3                                      | 4                                      | 5                                      | 6                                      | 7                                      | 8                                      | 9                                      | 10                                     | 11                                     | 12                                     | 13                                     | 14                                     |                                        |
| -------------------------------------- | -------------------------------------- | -------------------------------------- | -------------------------------------- | -------------------------------------- | -------------------------------------- | -------------------------------------- | -------------------------------------- | -------------------------------------- | -------------------------------------- | -------------------------------------- | -------------------------------------- | -------------------------------------- | -------------------------------------- | -------------------------------------- | -------------------------------------- |
| Nummer                                 | 22                                     | 14                                     | 5                                      | 2                                      | 2                                      | 1                                      | 1                                      | 1                                      | 1                                      | 2                                      | 7                                      | 10                                     | 13                                     | 24                                     | uit                                    |

#### NPO Radio 2 Top 2000
| Nummer met noteringen in de NPO Radio 2 Top 2000 | '99  | '00 | '01 | '02  | '03 | '04 | '05  | '06  | '07  | '08  | '09  | '10  |
| ------------------------------------------------ | ---- | --- | --- | ---- | --- | --- | ---- | ---- | ---- | ---- | ---- | ---- |
| Poppa Joe                                        | 1038 | 491 | 113 | 1260 | 915 | 978 | 1019 | 1255 | 1962 | 1122 | 1890 | 1926 |

1. ↑  Een vetgedrukt getal geeft de hoogste notering aan.
2. ↑  Deze tabel is bijgewerkt tot en met de laatste editie (2024).

### M-Kids

#### Single Top 100
| Hitnotering: 13-09-2003 t/m 20-09-2003 | Hitnotering: 13-09-2003 t/m 20-09-2003 | Hitnotering: 13-09-2003 t/m 20-09-2003 | Hitnotering: 13-09-2003 t/m 20-09-2003 |
| Week                                   | 1                                      | 2                                      |                                        |
| -------------------------------------- | -------------------------------------- | -------------------------------------- | -------------------------------------- |
| Nummer                                 | 73                                     | 72                                     | uit                                    |